# Imbé de Minas
Imbé de Minas este un oraș în Minas Gerais (MG), Brazilia.